# Villa Regis
Villa Regis (łac. Villaregensis) – stolica historycznej diecezji w Cesarstwie rzymskim w prowincji Numidia. Współcześnie w okolicy Tobna w północnej Algierii. Obecnie katolickie biskupstwo tytularne. Biskupami Villa Regis byli polscy biskupi: prymas-senior arcybiskup Henryk Muszyński jako biskup pomocniczy chełmiński i kardynał Kazimierz Nycz jako biskup pomocniczy krakowski.

## Biskupi tytularni
| Lp. | Biskup                          | Funkcja                                      | Od             | Do                   |
| --- | ------------------------------- | -------------------------------------------- | -------------- | -------------------- |
| 1   | Francisco de Guruceaga Iturriza | biskup pomocniczy Ciudad Bolívar (Wenezuela) | 31 marca 1967  | 18 czerwca 1969      |
| 2   | Saturnino Rubio y Montiél       | emerytowany biskup Osma (Hiszpania)          | 4 grudnia 1969 | 10 grudnia 1970      |
| 3   | Darío Castrillón Hoyos          | biskup koadiutor Pereiry (Kolumbia)          | 2 czerwca 1971 | 1 lipca 1976         |
| 4   | Franz Xaver Eder                | biskup pomocniczy Pasawy (Niemcy)            | 6 maja 1977    | 15 października 1984 |
| 5   | Henryk Muszyński                | biskup pomocniczy chełmiński                 | 23 lutego 1985 | 19 grudnia 1987      |
| 6   | Kazimierz Nycz                  | biskup pomocniczy krakowski                  | 14 maja 1988   | 9 czerwca 2004       |
| 7   | Karlheinz Diez                  | biskup pomocniczy Fuldy (Niemcy)             | 13 lipca 2004  |                      |